# تورفیانوی
تورفیانوی (انگلیسی: Torfyanoy) یک شهرک در شهرستان اوفیمسکی استان باشقیرستان کشور روسیه است.